# 안동 국탄댁
안동 국탄댁(安東 菊灘宅)은 경상북도 안동시 임하면 임하리에 있는 건축물이다. 1985년 8월 5일 경상북도의 문화재자료 제45호로 '국탄댁'으로 지정되었다가, 2017년 5월 15일 경상북도의 민속문화재 제188호'안동 국탄댁'으로 재지정되었다.

## 개요
조선 후기 문신 지촌 김방걸 선생의 후손 김시정 공이 분가하면서 조선 영조 33년(1757)에 지은 집이다.
ㅁ자형 평면을 갖추고 있는 집으로 안채는 앞면 4칸·옆면 3칸이며 사랑채는 앞면 4칸·옆면 1칸 규모이다. 안채와 사랑채 모두 비교적 간편한 구조로 지었는데 건물 안쪽을 훌륭하게 처리하였다.
원래 임동면 지례동에 있었으나 임하댐 건설로 1988년 지금 있는 자리로 옮겼다.

## 참고 자료
- 안동 국탄댁 - 국가유산청 국가유산포털